# Gideon Ericsson
Gideon Levi Ericsson (Estocolm, 2 de març de 1871 – Estocolm, 27 de gener de 1936) va ser un tirador suec que va competir a començaments del segle xx.
El 1912 va prendre part en els Jocs Olímpics d'Estocolm, on va disputar tres proves del programa de tir. En la prova de Carrabina, 25 metres guanyà la medalla de bronze, mentre en la carrabina, 50 metres fou 39è i en la de pistola de foc, 25 metres 37è.